# Habřinka

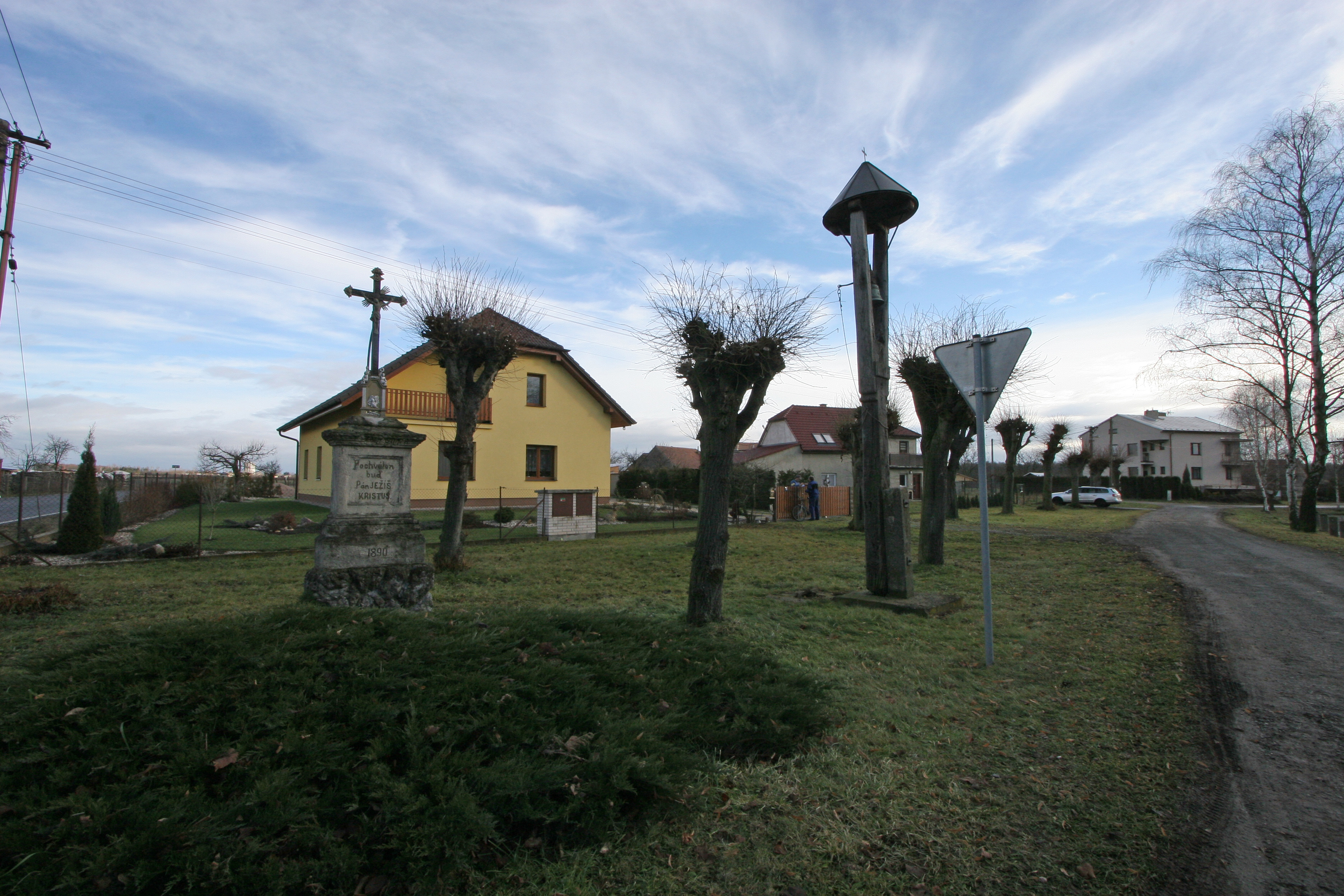
Wegkreuz und Dorfglocke

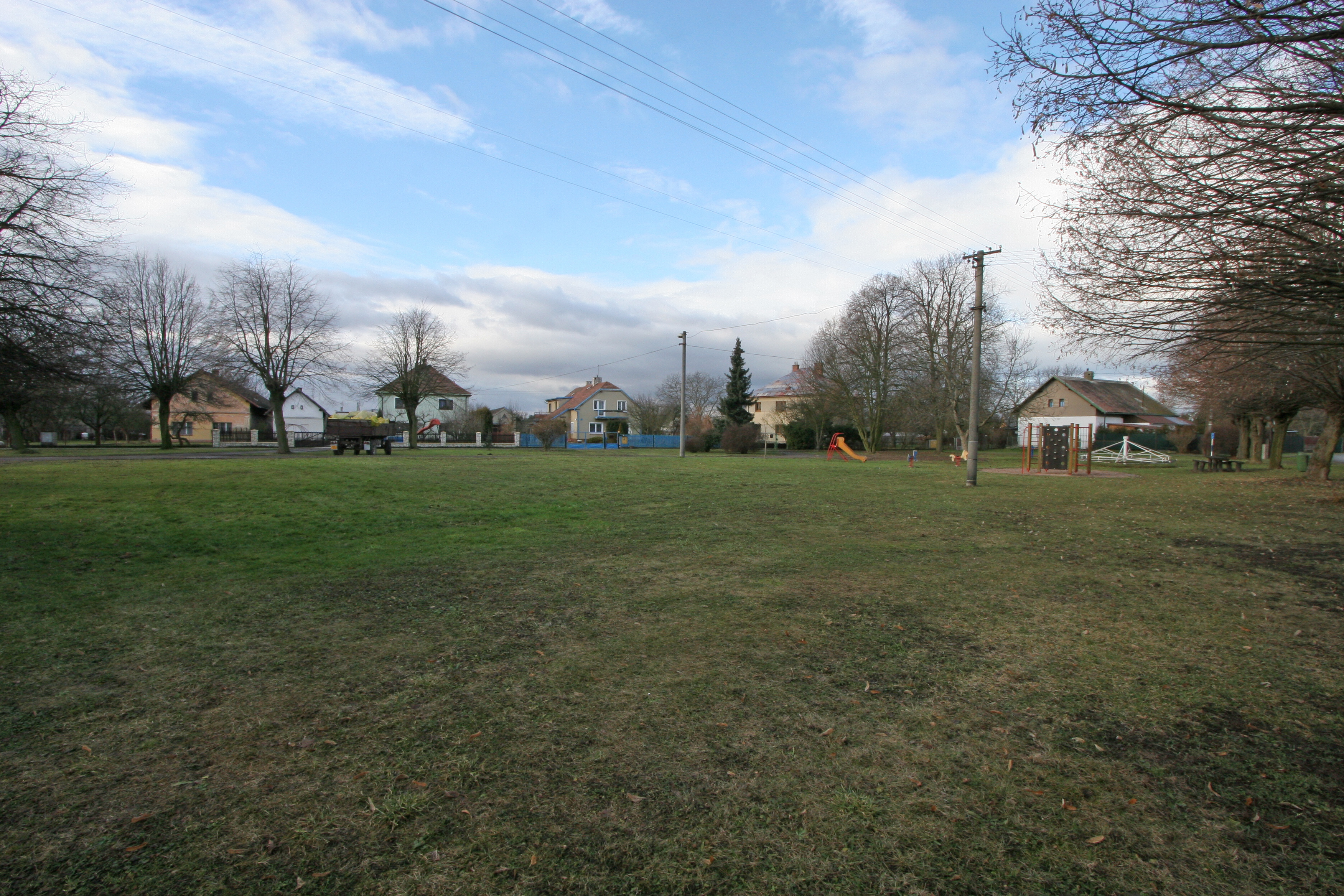
Dorfplatz

Habřinka (deutsch Habrinka, 1939–45: Hag) ist ein Ortsteil der Gemeinde Bukovka im Okres Pardubice in Tschechien. Er liegt fünf Kilometer nordwestlich von Lázně Bohdaneč.

## Geographie
Habřinka befindet sich in der Středolabské tabule (Tafelland an der mittleren Elbe). Im Nordosten erhebt sich der Oškohrb (259 m n.m.). Im Wald südlich des Dorfes erstreckt sich ein Teichgebiet mit den Teichen Skřin, Rozhrna, Horní Jílovky und Dolní Jílovky, südöstlich liegt ein weiteres, als Naturreservat geschütztes, ausgedehntes Teichgebiet mit dem Bohdanečský rybník (Bohdanetscher Teich) und der Matka.
Nachbarorte sind Pravy und Kuklínky im Norden, Rohoznice und Křičeň im Nordosten, Dolany, Bouda u Dolan und Stéblová im Osten, Mlýny, Lázně Bohdaneč und Novinsko im Südosten, Neratov im Süden, Přelovice und Bukovka im Südwesten, Rohovládova Bělá im Westen sowie Kasalice im Nordwesten.

## Geschichte
Das Dorf wurde als Rundling angelegt. Habřinka gehörte zu den Besitzungen des Benediktinerklosters Opatowitz, das 1421 während der Hussitenkriege zerstört wurde. Im Jahre 1437 verkaufte es König Sigismund den Bukůvký von Bukůvka, die es an ihr Gut Bukovka anschlossen. Später besaßen die Bukovský von Hustiřan das Gut Bukovka. Nach dem Tode des Bavor von Hustiřan verkauften dessen Erben am 14. Oktober 1513 die Feste Bukovka mit den Dörfern Bukovka, Habřinka und Bělá, der wüsten Feste Jílovka im Teich Skřin sowie dem wüsten Dorf Mokrý für 2500 Schock Groschen an Wilhelm von Pernstein. Im Jahre 1535 verkaufte Johann von Pernstein die Fluren der wüsten Feste Jílovka an das Städtchen Bohdaneč. Als Jaroslav von Pernstein 1560 die Herrschaft Kunburg an König Ferdinand I. veräußerte, gehörte Habřinka zu deren Gütern.
Im Jahre 1835 bestand das im Chrudimer Kreis gelegene Dorf Habřinka aus 10 Häusern, in denen 79 Personen, darunter drei helvetische Familien, lebten. Der Ort unterstand den Gemeindegerichten von Bukowka. Katholischer Pfarrort war Biela, die evangelische Pfarrei befand sich in Bukowka. Bis zur Mitte des 19. Jahrhunderts blieb Habřinka der k.k. Kameralherrschaft Pardubitz untertänig.
Nach der Aufhebung der Patrimonialherrschaften bildete Habřínka ab 1849 einen Ortsteil der Gemeinde Bukovka im Gerichtsbezirk Přelauč. Ab 1868 gehörte das Dorf zum Bezirk Pardubitz. Seit dem Ende des 19. Jahrhunderts wird Habřinka als amtlicher Ortsname verwendet. Im Jahre 1900 lebten in den 25 Häusern von Habřinka 137 Personen. 1949 wurde Habřinka dem Okres Přelouč zugeordnet; dieser wurde im Zuge der Gebietsreform von 1960 aufgehoben, seitdem gehört die Ortschaft zum Okres Pardubice. Am 3. März 1991 hatte der Ort 114 Einwohner; beim Zensus von 2001 lebten in den 42 Wohnhäusern von Habřinka 126 Personen.

## Gemeindegliederung
Der Ortsteil Habřinka gehört zum Katastralbezirk Bukovka.

## Sehenswürdigkeiten
- Kreuz mit Steinsockel auf dem Dorfplatz
- Glockentürmchen auf dem Dorfplatz